# Conepatus
Conepatus és un gènere de mofetes nadiues de les Amèriques.

## Taxonomia
- Conepatus chinga - Mofeta dels Andes
- Conepatus humboldtii - Mofeta de la Patagònia
- Conepatus leuconotus - Mofeta de nas porcí oriental
- Conepatus semistriatus - Mofeta amazònica

Investigacions recents han dut a la conclusió que la mofeta de nas porcí occidental (anteriorment Conepatus mesoleucus) pertany a la mateixa espècie que la mofeta de nas porcí oriental i que Conepatus leuconotus és el nom correcte per la població combinada.